# Ophcrack
Ophcrack是一個使用彩虹表來破解視窗作業系統下的LAN Manager雜湊（LM hash）的计算机程序，它是基於GNU通用公共许可证下發佈的開放原始碼程式。
它接受不同格式的雜湊，包括視窗作業系統的SAM檔案。使用作者免費提供的Rainbow Table，可以在短至幾秒內破解最多14個英文字母的密碼，有99.9%的成功率。包含更多字母（包括符號和空格）的Rainbow Table可以在Objectif Securité購買。
從2.3版開始可以破解NT雜湊，這功能對已經關閉LAN Manager雜湊的系統（Windows Vista的預設設定）或是長於14個字母的密碼特別有用。
它另有一個自生系統的版本，可以自動破解視窗作業系統的密碼。
安裝在Windows的版本需要系統管理員資格才可正確運行。
Ophcrack還提供啟動系統的光碟（LiveCD），以Linux為基礎。只需以光碟啟動電腦，Ophcrack便會自動運行，破解和譯出帳號密碼。Ophcrack啟動系統光碟現時最新版本為3.6.0。

## 外部連結
- Ophcrack 2 的主頁（页面存档备份，存于）
- Ophcrack 2 的另一個主頁
- Ophcrack 1 的主頁 - 提交雜湊和即時破解密碼
- Ophcrack 自生系統示範（页面存档备份，存于）